# Маздакізм

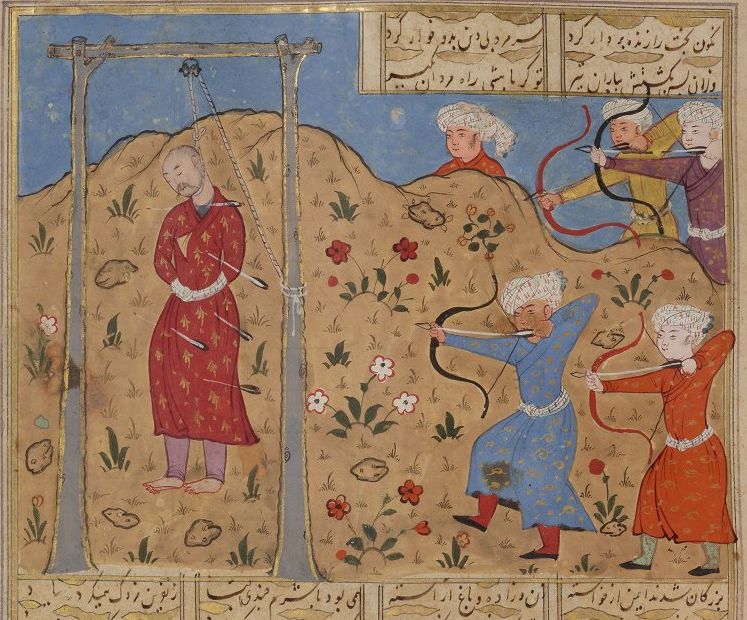
Страта Маздака

Маздакізм (маздекізм; зендіцізм) — релігійно-філософське вчення, що поширилося в Ірані та деяких сусідніх країнах в ранньому середньовіччі. Названо за ім'ям Маздака, сина Бамдада — керівника маздакітского руху.

## Походження руху
Деякі джерела стверджують, що засновники цього руху жили задовго до самого Маздака. Це був інший мобед, Зарадуст-е Хураген і/або зороастрійський філософ, знаний як Маздак Старший, який навчав комбінації альтруїзму та гедонізму: «Він наставляв своїх послідовників на те, щоб вони насолоджувалися життям та задовольняли свій апетит в їжі та питті, щоб вони робили лише добрі речі; утримувалися від пролиття крові та завдання будь-якої шкоди іншим людям; щоб практикували гостинність». Ці доктрини були надалі розвинуті набагато більш відомим Маздаком Молодшим, сином Бамдада.
На пізніших стадіях консервативне зороастрійське чернецтво звинувачувало Маздака в єресі і в страшних практиках як поділення всіх жінок між всіма чоловіками, незалежно від стану, але для цього моменту науковці не знайшли жодного доказу. Послідовники Маздака вважаються першими справжніми соціалістами в історії людства через їх акцент на суспільній власності та суспільній праці з однаковою вигодою для всіх.

## Теологічні принципи
Як і зороастризм та маніхейство, маздакзім мав дуалістичну космологію та світогляд. Ця доктрина вчила тому, що у світі є 2 основних начала: Світло, добре начало; та Темрява, зле. Ці два начала були перемішані в результаті певної космологічної катастрофи, загубивши усе крім Бога. Світло характеризується знанням та почуттям, і діє за певною схемою та своєю волею, а Темрява невірна та сліпа, і діє випадково. Роль людини на землі полягала в тому щоб своєю гарною поведінкою випустити всі свої частини, які належать до Світлого начала.
До того ж в одній пізній роботі, говориться про те, що маздакізм виділяв 3 елементи (Вогонь, Вода, Земля), і чотири «сили» (Проникливість, Розуміння, Консервативність та Насолоду, відповідаючи чотирьом головним посадам Еран-Шахру — Мобаду, Хербаду, командувачу армії та майстру розваг), семи Візирам і дванадцяти Духовним силам. Коли все це об'єднувалося в одній людині, вона могла перестати виконувати свої релігійні обов'язки. Окрім того, вважалося, що Бог управляє світом через букви, які мали ключ до якогось Великого Секрету, який треба було розкрити. Цей опис вказує на те, що маздакіти були типовою сектою гностиків.

## Етичні та соціальні принципи
Двома відмінними факторами вчення Маздака були зменшення важливості релігійних формальностей — справжня релійна людина — це така, яка розуміла і правильно пов'язувала принципи Всесвіту; і критику головування духовенства, яке, на його думку, пригнічувало перське населення і було причиною бід перського народу.
Маздак підкреслював в добрій поведінці такі риси:
- Моральне та аскетичне життя
- Миролюбство
- Вегетаріанство (вбачаючи в м'ясі речовини, притаманні винятково Темряві)
- Добросовісність

Багато в чому вчення Маздака можна розглядати, як заклик до соціальної революції, і його називають раннім «комунізмом». Він та його послідовники були прихильниками вільної любові.
За словами Маздака, Бог спочатку створив засоби існування на Землі, щоб люди розділяли їх між собою однаково, але «сильний» відтіснив слабких від цих засобів «слабких», чим встановив тимчасову нерівність. Це, своєю чергою, дозволило «п'яти демонам» відвернути людей від праведності — це були заздрість, гнів, помста, потреба та жадібність. Щоб перемогти зло, справедливість має бути відновлена і кожен у кого були надмірні володіння мав поділитися зі своїми співгромадянами. Маздак нібито планував досягти цього, поширюючи все багатство або перерозподіляючи надлишок, хоча незрозуміло, наскільки він мав намір організувати це з точки зору правил і наскільки його позиція була карикатурою в ворожих до нього джерелах. Оскільки останнє є стандартним звинуваченням проти єретичних сект, і достовірність цього моменту викликає сумнів великою кількістю дослідників; цілком ймовірно, що Маздак вжив заходів проти широкомасштабної полігамії багатих і браку жінок для бідних.

## Послідовники
Маздакізм вже було набрав не мало послідовників до моменту, як до них доєднався король Кавад I, який правив з 488 по 531. Також повідомлялося про прийняття маздакізму арабським васальним королівством аль-Хіра.
За підтримки короля Маздак міг розпочати програму соціальної реформи, яка включала пацифізм, антиклерикалізм і програми допомоги бідним. Маздак відкрив урядові склади, щоб допомогти бідним. Він також закрив всі зороастрійські храми, крім трьох основних.

## Опозиція та знищення маздакістів
Страх серед верхівки суспільства та зороастрійских жерців виріс до такого рівня, що короля Кавада І було скинуто з трону в 496 р., але він зміг знову його захопити через три роки за допомоги ефталітів.Боячись опору знаті Кавад I вирішив покинути ідеї маздакістів. Це дозволило Хосрову І Ануширвану розпочати кампанію проти маздакітів в 524 чи 528 роках, яка вилилася в вирізання майже всіх маздакітів та самого Маздка (його було повішено за ноги головою вниз та розстріляно з луків). Після цього Хосров І Ануширван відновив зороастризм як державну релігію.

## Спадщина
Дуже мало маздакітів змогло вціліти після їх винищення, а ті, яким вдалося потім посилилися у віддалених районах держави. Мабуть, їх доктрини зараз змішалися з радикальним шиїтським ісламом. Культ аль-Муканни, який стверджував, що він є божим втіленням і мав послідовників серед деяких зороастрійских сект і навіть деяких турків, підтримав закони та інститути Маздака. У 9-му столітті Хурраміти, егалітарна релігійна секта, яка, можливо, виникла з маздакізму, під керівництвом Бабака Хоррамдіна підняла повстання проти аббасидського халіфату і протягом двадцяти років успішно захищала великі території проти сил халифату. Батиніти, кармати і інші подальші революційні течії ісламу також можуть бути пов'язані з маздакізмом, і їх часто прирівнюють до нього сучасні автори.